# Zone de subduction de Cascadia
La zone de subduction de Cascadia, ou parfois faille de Cascadia, est l'endroit où la plaque Juan de Fuca s'enfonce sous la plaque nord-américaine.  

## Structure

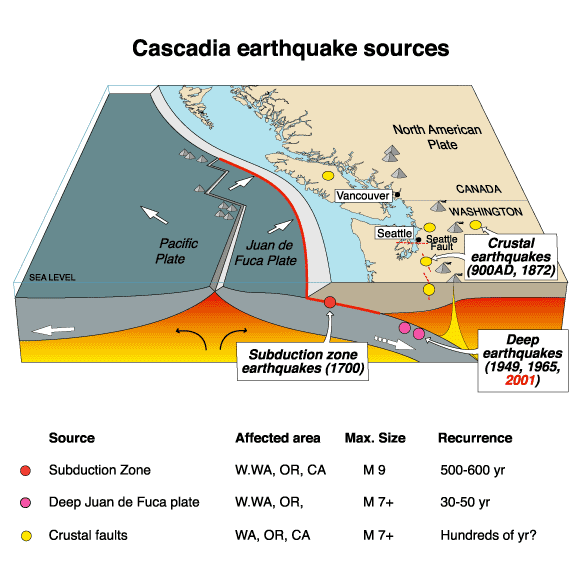
Bloc 3D de la zone de subduction de Cascadia avec sources des séismes de la zone.

La zone de subduction de Cascadia (CSZ) est une zone de failles de 1000 km de long qui s'étend du nord de l'île de Vancouver au cap Mendocino, dans le nord de la Californie. Il sépare les plaques Juan de Fuca et Amérique du Nord. Une nouvelle plaque de Juan de Fuca est créée au large le long de la dorsale de Juan de Fuca,.
La plaque de Juan de Fuca se déplace vers, et finit par entrer en subduction sous le continent nord-américain. La zone de subduction de Cascadia, sépare la plaque Juan de Fuca, la plaque Explorer, la plaque Gorda et la plaque nord-américaine. La croûte océanique de l'océan Pacifique s'enfonce sous le continent depuis environ 200 millions d'années, et le fait actuellement à un rythme d'environ 40 mm/an,.
La faille Wecoma est découverte en 1989.
Une nouvelle étude topographique menée en 2021 par le Lamont-Doherty Earth Observatory a permis de mettre en évidence que le mégachevauchement du plan de subduction est segmenté en quatre segments de failles qui se mouvraient indépendamment les uns des autres.